# Herman Van Rompuy
Herman Achille greve Van Rompuy (født 31. oktober 1947 i Etterbeek) er en belgisk (flamsk) politiker, der var formand for Det Europæiske Råd fra den 1. december 2009 til den 30. november 2014. Før han blev rådsformand var han Belgiens premierminister fra den 30. december 2008 til den 25. november 2009. Rompuy repræsenterede det kristendemokratiske parti CD&V.

## Karriere
Han begyndte sin politiske karriere i ungdomspolitik og var næstformand for CVP's ungdomsorganisation fra 1973 til 1975. Fra 1978 var han medlem af hovedbestyrelsen for CVP, og fra 1975 til 1980 arbejdede han i ministerierne under Leo Tindemans og Gaston Geens. Han var formand for CVP fra 1988 til 1993, og var vicepremierminister og finansminister fra september 1993 til juli 1999. Efter hans partis nederlag ved valget i 1999, blev han medlem af Repræsentantkammeret, og i 2007 blev han dets formand. 30. december 2008 blev han udpeget til at efterfølge Yves Leterme som premierminister. Den 1. december 2009 blev han udnævnt til formand for Det Europæiske Råd, og blev enstemmigt genvalgt den 1. marts 2012 for en fornyet periode frem til den 30. november 2014.

## Familieliv mm.
Rompuy er gift med Geertrui Windels og de har fire børn sammen. To af Rompuys søskende er også politisk aktive. Hans bror, Eric Van Rompuy, har været minister i Flanderns regering fra 1995 til 1999.
Rompuy er katolik.